# Estádio Alejandro Serrano Aguilar
O Estádio Alejandro Serrano Aguilar é um estádio de futebol localizado na cidade de Cuenca, no Equador.
Com capacidade para 22.000 espectadores, o estádio recebeu partidas das seleções do Chile, Brasil, Paraguai e Peru durante a Copa América de 1993. Também foi utilizado para quatro partidas do Campeonato Sul-Americano Sub-17 de 2007.